# Hendrik Ketter
Hendrik Ketter (* 1984 in Plattling) ist ein deutscher Koch.

## Werdegang
Ketter ist der Sohn eines Metzgers. Nach der Ausbildung im Kempinski Grand Hotel Heiligendamm wechselte er zum Restaurant Meierhof bei Dirk Luther, auf die MS Hanseatic und zum Hotel Altes Stahlwerk in Neumünster. Er war Küchenchef im Restaurant Neuhof am See in Gundelfingen an der Donau.
Seit 2020 ist er Küchenchef im Restaurant Nose & Belly in Augsburg; der Name steht für "Folge deiner Nase – höre auf deinen Bauch." 2025 wurde das Restaurant mit einem Michelinstern ausgezeichnet.

## Auszeichnungen
- 2025: Ein Michelinstern für das Restaurant Nose & Belly in Augsburg[3]